# Athena Karkanis
Athena Karkanis (* 1981 Alberta, Kanada) je kanadská herečka a dablérka. Od roku 2018 hraje hlavní roli v seriálu Manifest.

## Životopis
Karkanis se narodila v Albertě a vyrostla v Torontu. Má egyptské a řecké kořeny. Navštěvovala McGillovu univerzitu v Montrealu v Quebecu. Plánovala studia na právnické fakultě, ale nakonec se rozhodla pro herectví. Začala získávat několik hostujících, vedlejších i hlavních rolích v kanadských televizních seriálech. Svůj hlas propůjčovala do seriálu Skyland, MetaJets, Poznáváme přírodu a Total Drama Island. Zahrála si také v několika hororových snímcích jako Saw 4 (2007), Umění války: Zrada (2008), Saw 6 (2009), Survival of the Dead (2009) a The Barrens (2012). V hlavní roli se objevila v kanadských seriálech Nejlepší roky (2007), The Border (2008–2010) a Almost Heroes (2011). Vedlejší roli si během let 2011 až 2012 hrála vedlejší roli v seriálu Dívka odjinud. V roce 2013 hrála v dramatickém seriálu stanice AMC Low Winter Sun. V roce 2014 byla obsazena do hlavní roli dramatického seriálu The Lottery. V roce 2015 začala hrát roli Octavie Muss v seriálu Expanze. Od roku 2018 hraje hlavní roli v seriálu Manifest.

## Filmografie

### Film
| Rok  | Název                      | Role                  | Poznámky            |
| ---- | -------------------------- | --------------------- | ------------------- |
| 2005 | Care Bears: Big Wish Movie | Harmony Bear (hlas)   |                     |
| 2007 | Saw 4                      | agentka Lindsey Perez |                     |
| 2008 | Umění války: Zrada         | Heather               |                     |
| 2008 | Tomboy                     | Alex                  | krátkometrážní film |
| 2009 | Survival of the Dead       | Tomboy                |                     |
| 2009 | Saw 6                      | agentka Perez         |                     |
| 2011 | Jistá oběť                 | Rachel                |                     |
| 2012 | The Barrens                | Erica                 |                     |
| 2013 | Foxed!                     | Emily                 | krátkometrážní film |
| 2013 | Podvědomé heslo            | Chůva (hlas)          | krátkometrážní film |
| 2016 | Spark                      | Koko (hlas)           |                     |

### Televize
| Rok       | Název                            | Role                                       | Poznámky                           |
| --------- | -------------------------------- | ------------------------------------------ | ---------------------------------- |
| 1996–1998 | Stickin' Around                  | Různé role (hlas)                          | vedlejší role                      |
| 2004      | Kevin Hill                       | Annalisa                                   | díl: „The Good Life“               |
| 2005      | Kevin Hill                       | Lina                                       | díl: „Through the Looking Glass“   |
| 2005      | Pohřešování                      | Tamara Corday                              | díl: „Dvojí život“                 |
| 2005      | Kojak                            | Gabriella Bustar                           | díl: „East Sixties“                |
| 2005      | Delilah and Julius               | Zoe Ling                                   | vedlejší role                      |
| 2006–2007 | Skyland                          | Diwan (hlas)                               | hlavní role                        |
| 2006–2008 | Growing Up Creepie               | Creepella „Creepie“ Creecher / různé hlasy | hlavní role                        |
| 2007      | Nejlepší roky                    | Dawn Vargaz                                | hlavní role                        |
| 2008      | Hranice                          | Salah Karim                                | díl: „Pockets of Vulnerability“    |
| 2009      | Dex Hamilton: Alien Entomologist | Bream (hlas)                               | díl: „A Fish Tale“                 |
| 2009      | Nerdland                         | Patty (hlas)                               | TV film                            |
| 2009      | Guns                             | Ines Mendoza                               | limitovaný seriál                  |
| 2009      | U.S. Attorney                    | Marlene Rodriguez                          | TV film                            |
| 2009      | The Dating Guy                   | Diana (hlas)                               | díl: „Captain Petard“              |
| 2009      | Příliš pozdě na loučení          | Liz                                        | TV film                            |
| 2009–2010 | Hranice                          | Agent Khalida „Khali“ Massi                | vedlejší role                      |
| 2010      | Dex Hamilton: Fire and Ice       | Herman / počítačový hlas                   | TV film                            |
| 2010      | Degrassi: The Next Generation    | Rachel                                     | díl: „Don't Let Me Get Me: Part 1“ |
| 2010      | Neděle u Tiffanyho               | Moderátorka talk show                      | TV film                            |
| 2011      | Doylův okrsek                    | Heather Smith                              | díl: „Live and Let Doyle“          |
| 2011      | InSecurity                       | Paloma                                     | díl: „El Negotiator“               |
| 2011      | Agent bez minulosti              | Maria Cardenas                             | díl: „Costa Verde“                 |
| 2011      | V utajení                        | Shireen                                    | díl: „Zrádce“                      |
| 2011      | Almost Heroes                    | Rayna                                      | hlavní role                        |
| 2011      | MetaJets                         | Flygirl                                    | díl: „The New Recruit“             |
| 2011      | The Ron James Show               | zdravotní sestra (hlas)                    | 3 díly                             |
| 2011      | Jistá oběť                       | Marcy Sherrill                             | TV film                            |
| 2011–2012 | Redakai                          | Různé hlasy                                |                                    |
| 2011–2012 | Total Drama Island               | Anne Maria (hlas)                          | hlavní role                        |
| 2011–2012 | Dívka odjinud                    | Nadia                                      | vedlejší role, 7 dílů              |
| 2011–2013 | Poznáváme přírodu                | Aviva Corcovado (hlas)                     | hlavní role                        |
| 2012      | Detentionaire                    | Kimmie McAdams (hlas)                      | díl: „The Camdidate“               |
| 2012      | Lovci duchů                      | Andrea Kormos                              | díl: „Blood Brother“               |
| 2012      | Kurýr                            | Mauga                                      | 2 díly                             |
| 2012      | Případy detektiva Murdocha       | Dr. Iris Bajjali                           | díl: „Uhrančivé oko Egypta“        |
| 2012      | Firma                            | Wendy                                      | díl: „Chapter 20“                  |
| 2013      | The Listener                     | Krista Ellis                               | díl: „Witness for the Prosecution“ |
| 2013      | Low Winter Sun                   | Dani Khalil                                | hlavní role                        |
| 2013–2014 | Julius Jr.                       | Sheree / Sidney / různé postavy            | hlavní role                        |
| 2014      | Remedy                           | Gwen Devoe                                 | díl: „The Beast Within“            |
| 2014      | The Lottery                      | Vanessa Keller                             | hlavní role                        |
| 2015      | Případy detektiva Murdocha       | Dr. Iris Bajjali                           | díl: „Murdoch a Chrám smrti“       |
| 2015      | Young Drunk Punk                 | Gayle                                      | díl: „European Style“              |
| 2015      | Expanze                          | Octavia Muss                               | vedlejší role, 7 dílů              |
| 2016      | Poor Richard's Almanack          | Penny Richards                             | Unsold television pilot            |
| 2017      | Kravaťáci                        | Marissa                                    | 2 díly                             |
| 2017      | Zoo                              | Abigail Westbrook                          | vedlejší role                      |
| 2018–2023 | Manifest                         | Grace Stone                                | hlavní role                        |

### Videohry
| Rok  | Název                                                      |
| ---- | ---------------------------------------------------------- |
| 2005 | Tom Clancy's Rainbow Six: Vegas                            |
| 2010 | World of Warcraft: Cataclysm                               |
| 2011 | Star Wars: The Old Republic                                |
| 2012 | Diablo III                                                 |
| 2012 | World of Warcraft: Mists of Pandaria                       |
| 2013 | Star Wars: The Old Republic - Rise of the Hutt Cartel      |
| 2014 | Diablo III: Reaper of Souls                                |
| 2014 | World of Warcraft: Warlords of Draenor                     |
| 2014 | Star Wars: The Old Republic - Shadow of Revan              |
| 2015 | Star Wars: The Old Republic - Knights of the Fallen Empire |
| 2016 | Far Cry Primal                                             |